# We Love SEIKO -35th Anniversary 松田聖子究極オールタイムベスト50Songs-
『We Love SEIKO -35th Anniversary 松田聖子究極オールタイムベスト50Songs-』（ウィ・ラヴ・セイコ -サーティフィフス・アニヴァーサリー まつだせいこきゅうきょくオールタイムベスト フィフティソングス-）は、2015年12月9日にリリースされた松田聖子のベスト・アルバム。発売元はEMI Records。

## 概要
歌手デビューから35周年を記念して発売された初のオールタイム・ベスト・アルバム。
通常盤は3枚組仕様でレコード会社の枠を超えて新旧の代表曲から全50曲を収録、最新完全デジタルリマスタリング音源使用。
通常盤の他に2種類の初回限定盤A・Bの3形態での発売となり、初回限定盤A・Bのみ共通して新録のボーナス・トラック2曲が追加収録（全52曲）、更に過去のライヴ映像から厳選して選ばれた特典DVD「35th Anniversary Special Live Collection」が付属して4枚組仕様。
初回限定盤BはLPサイズジャケット仕様、特典としてポスターが封入されている。
後にドラマ主題歌となった『薔薇のように咲いて 桜のように散って』、『新しい明日』の2曲を追加した「Deluxe Edition」版が2017年11月15日より発売されている。

## チャート成績
2015年12月21日付のオリコン週間アルバムランキングで初週5.0万枚を売り上げ、3位に初登場した。週間アルバムTOP3入りは、『Vanity Fair』が1996年6月10日付で2位を獲得して以来、19年半ぶり。ベスト盤では『Snow Garden』（1987年11月21日発売、最高1位）が1987年12月14日付で3位を記録して以来、28年ぶりとなった。

## 収録曲

### DISC.1
1. 青い珊瑚礁
作詞：三浦徳子／作曲：小田裕一郎／編曲：大村雅朗
2ndシングル
2. チェリーブラッサム
作詞：三浦徳子／作曲：財津和夫／編曲：大村雅朗
4thシングル
3. 夏の扉
作詞：三浦徳子／作曲：財津和夫／編曲：大村雅朗
5thシングル
4. 裸足の季節
作詞：三浦徳子／作曲：小田裕一郎／編曲：信田かずお
1stシングル
5. 風は秋色
作詞：三浦徳子／作曲：小田裕一郎／編曲：信田かずお
3rdシングル。
6. 白いパラソル
作詞：松本隆／作曲：財津和夫／編曲：大村雅朗
6thシングル
7. 瞳はダイアモンド
作詞：松本隆／作曲：呉田軽穂／編曲：松任谷正隆
15thシングル
8. SWEET MEMORIES
作詞：松本隆／作曲・編曲：大村雅朗
14thシングル
9. 櫻の園
作詞：松本隆／作曲：大村雅朗／編曲：石川鉄男
32ndアルバム『永遠の少女』収録曲
10. 哀しみのボート
作詞：松本隆／作曲：大久保薫／編曲：岡本更輝
49thシングル
11. Unseasonable Shore
作詞：吉法師／作曲：Ryo Ogura／編曲：Yuji Toriyama
52ndシングル
12. 天使のウィンク
作詞・作曲：Ami Ozaki／編曲：Masaaki Ohmura
20thシングル
13. 渚のバルコニー
作詞：松本隆／作曲：呉田軽穂／編曲：松任谷正隆
9thシングル
14. 制服
作詞：松本隆／作曲：呉田軽穂／編曲：松任谷正隆
8thシングルB面
15. 大切なあなた
作詞：Seiko Matsuda
作曲：Seiko Matsuda,Ryo Ogura　編曲：Yuji Toriyama
34thシングル
16. I Love You!! 〜あなたの微笑みに〜
作詞：松田聖子　作曲：松田聖子,小倉良
編曲：小倉良,栗尾直樹,宮野幸子
80thシングル
17. 20th Party
作詞：Seiko Matsuda
作曲：Ryo Ogura／編曲：Yuji Toriyama
50thシングル
18. 明日へと駆け出してゆこう
作詞：Seiko Matsuda
作曲：Seiko Matsuda & Ryo Ogura／編曲：Yuji Toriyama
40thシングル

### DISC.2
1. Rock'n Rouge
作詞：松本隆／作曲：呉田軽穂／編曲：松任谷正隆
16thシングル
2. 天国のキッス
作詞：松本隆／作曲・編曲：細野晴臣
13thシングル
3. 瑠璃色の地球
作詞：松本隆／作曲：平井夏美／編曲：武部聡志
13thアルバム『SUPREME』収録曲
4. ガラスの林檎
作詞：松本隆／作曲：細野晴臣／編曲：細野晴臣・大村雅朗
14thシングル1曲目
5. 風立ちぬ
作詞：松本隆／作曲：大瀧詠一／編曲：多羅尾伴内
7thシングル
6. 蒼いフォトグラフ
作詞：松本隆／作曲：呉田軽穂／編曲：松任谷正隆
15thシングル
7. 秘密の花園
作詞：松本隆／作曲：呉田軽穂／編曲：松任谷正隆
12thシングル
8. 時間の国のアリス
作詞：松本隆／作曲：呉田軽穂／編曲：大村雅朗
17thシングル。
9. I'll Be There For You
作詞・作曲・編曲：Robbie Nevil
42ndシングル。
ロビー・ネビルとのデュエット
10. 小麦色のマーメイド
作詞：松本隆／作曲：呉田軽穂／編曲：松任谷正隆
10thシングル
11. ハートのイアリング
作詞：松本隆／作曲：Holland Rose／編曲：大村雅朗
19thシングル
12. あなたのその胸に
作詞：Seiko Matsuda
作曲：Seiko Matsuda,Ryo Ogura／編曲：Yuji Toriyama
45thシングル
13. さよならの瞬間
作詞：Seiko Matsuda
作曲：Seiko Matsuda,Ryo Ogura／編曲：Yuji Toriyama
44thシングル
14. いくつの夜明けを数えたら
作詞・作曲：Seiko Matsuda
編曲：Ryo Ogura／ストリングスアレンジ：Sachiko Miyano
75thシングル
15. Touch the LOVE
作詞：Seiko Matsuda
作曲：Seiko Matsuda,Ryo Ogura／編曲：Yuji Toriyama
48thシングル
16. 涙のしずく
作詞：Seiko Matsuda
作曲：Seiko Matsuda,Ryo Ogura
編曲：Ryo Ogura,Naoki Kurio
77thシングル
17. あなたに逢いたくて〜Missing You〜
作詞：Seiko Matsuda
作曲：Seiko Matsuda & Ryo Ogura／編曲：Yuji Toriyama
40thシングル

### DISC.3
1. 赤いスイートピー
作詞：松本隆／作曲：呉田軽穂／編曲：松任谷正隆
8thシングル
2. 永遠のもっと果てまで
作詞：松本隆／作曲：呉田軽穂／編曲：松任谷正隆
81stシングル
3. 夢がさめて（松田聖子&クリス・ハート）
作詞：SHIROSE／作曲：ヒロイズム,SHIROSE,NIKKI
編曲：ヒロイズム・SHIROSE
79thシングル
4. 30th Party
作詞：Seiko Matsuda／作曲：Ryo Ogura
編曲：Ryo Ogura & Naoki Kurio
44thアルバム『My Prelude』収録曲
5. Bibbidi-Bobbidi-Boo
作詞・作曲：松田聖子／編曲：松本良喜
49thアルバム『Bibbidi-Bobbidi-Boo』収録曲
6. LuLu!!
作詞：Seiko Matsuda／作曲：Chara
編曲：Ryo Ogura,Naoki Kurio
78thシングル
7. LET'S TALK ABOUT IT
作詞・作曲：R.Nevil,Seiko／編曲：R.Nevil
41stシングル
8. Gone with the rain
作詞：Seiko Matsuda
作曲：Seiko Matsuda,Ryo Ogura／編曲：Yuji Toriyama
46thシングル
9. 眠れない夜
作詞：Seiko Matsuda
作曲：Seiko Matsuda,Ryo Ogura／編曲：Yuji Toriyama
31stアルバム『Forever』収録曲
10. 私だけの天使〜Angel〜
作詞：Seiko Matsuda
作曲：Seiko Matsuda,Ryo Ogura／編曲：Yuji Toriyama
45thシングル
11. 恋する想い〜Fall in love〜
作詞：Seiko Matsuda
作曲：Seiko Matsuda,Ryo Ogura／編曲：Yuji Toriyama
47thシングル
12. 抱いて…
作詞：松本隆／作曲・編曲：David Foster
15thアルバム『Citron』収録曲
13. 「ありがとう」
作詞：Seiko Matsuda
作曲：Seiko Matsuda & Ryo Ogura
編曲：Ryo Ogura & Sachiko Miyano
45thアルバム『Cherish』収録曲
14. 特別な恋人
作詞・作曲：Mariya Takeuchi／編曲：Takeshi Masuda
76thシングル
15. 惑星になりたい
作詞：松本隆／作曲：呉田軽穂／編曲：中田ヤスタカ
81stシングル
16. You Raise Me Up　（初回限定盤A・Bのみ収録）
作詞：Brendan Graham／作曲：ロルフ・ラヴランド
編曲：野崎洋一
シークレット・ガーデンのカバー
17. あなたに逢いたくて〜Missing You〜（Orchestral Ver.）（初回限定盤A・Bのみ収録）
作詞：Seiko Matsuda
作曲：Seiko Matsuda,Ryo Ogura／編曲：Sachiko Miyano

### DVD『35th Anniversary Special Live Collection』（初回限定盤A・Bのみ）
1. 20th Medley
「Seiko Matsuda Concert Tour 2000 20th Party」より
  - 裸足の季節
  - 青い珊瑚礁
  - 風は秋色
  - チェリーブラッサム
  - 夏の扉
  - 白いパラソル
  - 渚のバルコニー
  - 秘密の花園
  - SWEET MEMORIES
  - 瞳はダイアモンド
  - Rock'n Rouge
  - 時間の国のアリス
  - ハートのイアリング
  - 天使のウィンク
  - 赤いスイートピー
2. 未来の花嫁
　「Seiko Matsuda Zepp Tour 1999 〜137分33秒の奇跡〜」より
3. 抱いて…
「Seiko Matsuda Count Down Live Party 2010-2011」より
4. 赤い靴のバレリーナ
「SEIKO BALLAD 2012」より
5. 真冬の恋人たち
　「2013 New Year's Eve Live Party - Count Down Concert 2013-2014 -」より
6. ピンクのモーツァルト
　「2013 New Year's Eve Live Party - Count Down Concert 2013-2014 -」より
7. 時間旅行
　「Seiko Matsuda Count Down Live Party 2009～2010」より
8. セイシェルの夕陽
　「Seiko Matsuda Count Down Live Party 2009～2010」より
9. あなたに逢いたくて〜Missing You〜
　「SEKO MATSUDA CONCERT TOUR 2012 Very Very」より